# Домбе (озеро)
До́мбе (устар.: Дамм, Даммское озеро, Дамское озеро; пол. Dąbie) — озеро на северо-западе Польши, располагается на территории Щецина в Западно-Поморском воеводстве.
Четвёртое по площади в Польше и крупнейшее в воеводстве. По происхождению ледниковое.

## Характеристика
Озеро имеет следующую характеристику:
- Площадь водного зеркала составляет 56 км²;
- Средняя глубина составляет 3,5 метра, а максимальная 8 метров;
- Длина озера 15 км, а максимальная ширина 7,5 км;
- Объём воды — 0,1295 км³.[источник не указан 2923 дня]

Озеро имеет хорошо развитую береговую линию. Также его можно четко разделить на северную большую часть и южную малую. В озере расположено более десяти островов общей площадью 1389 га.

## География
На берегу озера расположен Домбе — район города Щецин, ранее бывший отдельным городом, и несколько небольших сел. На озере Домбе работает спортивно-рекреационный центр.